# Nakatani Kiyoshi
Nakatani Kiyoshi (sinh ngày 7 tháng 5 năm 1991) là một cầu thủ bóng đá người Nhật Bản.

## Sự nghiệp câu lạc bộ
Nakatani Kiyoshi hiện đang chơi cho Vanraure Hachinohe.